# Station Niestępowo
Station Niestępowo is een spoorwegstation in de Poolse plaats Niestępowo.